# Saint-Lambert-et-Mont-de-Jeux
 Saint-Lambert-et-Mont-de-Jeux  là một xã ở tỉnh Ardennes, thuộc vùng Grand Est ở phía bắc nước Pháp.